# Cerro de Agua Platanar
Cerro de Agua Platanar är en ort i Mexiko.   Den ligger i kommunen San Miguel Soyaltepec och delstaten Oaxaca, i den sydöstra delen av landet, 300 km öster om huvudstaden Mexico City. Cerro de Agua Platanar ligger 79 meter över havet och antalet invånare är 461.
Terrängen runt Cerro de Agua Platanar är kuperad åt nordost, men åt sydväst är den platt. Runt Cerro de Agua Platanar är det ganska tätbefolkat, med 139 invånare per kvadratkilometer. Närmaste större samhälle är Isla Soyaltepec, 19,7 km söder om Cerro de Agua Platanar. I omgivningarna runt Cerro de Agua Platanar växer i huvudsak städsegrön lövskog.